# 茅野市立玉川小学校
茅野市立玉川小学校（ちのしりつ たまがわしょうがっこう）は、長野県茅野市にある公立小学校。
1873年（明治6年）に開校した。

## 学校の教育目標
- 「ふるさと玉川を愛し、心も体もたくましい子どもになろう」を基本目標としている。
- 「進んで学ぶ子ども（知育）」「仲良く思いやりのある子ども（徳育）」「ねばり強く取り組む子ども（体育）」を具体目標としている。

## 所在地
- 〒391-0011 長野県茅野市玉川神之原3674

## 施設概要
| 一般校舎（鉄筋コンクリート3階）    | 5,770平方メートル  |
| 鉄筋その他                         | 404平方メートル    |
| その他（給食室、プール専用付属室） | 298平方メートル    |
| 屋内運動場                         | 1,506平方メートル  |
| 屋外運動場                         | 19,406平方メートル |
| プール                             | 25メートル         |

## 学校施設の主な整備状況
| 1979年 | 北校舎棟、体育館竣工           |
| 1980年 | 南校舎棟                       |
| 1993年 | プール竣工                     |
| 1998年 | 給食棟改修（ドライシステム化） |
| 2002年 | 家庭科教室増築                 |
| 2003年 | 北校舎増築                     |
| 2004年 | 第2体育館竣工                  |
| 2006年 | 北校舎増築                     |
| 2007年 | 体育館棟耐震工事               |

## 部活動
体育系
- 陸上、スケート

文化系
- 合唱団

## 年間の主な行事
| 月   | 主な行事                                 |
| ---- | ---------------------------------------- |
| 4月  | 入学式、1学期始業式                      |
| 5月  |                                          |
| 6月  | 4年生長野旅行、6年生修学旅行、プール開き |
| 7月  | 1学期終業式、夏休み、5年生キャンプ       |
| 8月  | 2学期始業式                              |
| 9月  | 3年生諏訪めぐり、運動会                  |
| 10月 |                                          |
| 11月 |                                          |
| 12月 | 2学期終業式、年末年始休み                |
| 1月  | 3学期始業式                              |
| 2月  |                                          |
| 3月  | 3学期終業式、卒業式                      |

## 最寄駅
- 東日本旅客鉄道中央東線：茅野駅

## 周辺
- 長野県道196号神ノ原青柳停車場線
- 諏訪中央病院
- 茅野市玉川地区コミュニティセンター
- 玉川保育園
- 玉川どんぐり保育園
- どんぐり歯科
- セブンイレブン茅野玉川店
- ツルハドラッグ茅野玉川店
- 茅野市立東部中学校